# Palazzo della Dogana Vecchia
Il palazzo della Dogana Vecchia, o semplicemente Dogana Vecchia, oggi caserma Zanzur, è un palazzo monumentale di Napoli, ubicato in via De Gasperi.

## Storia e descrizione
Sorse in epoca angioina come arsenale regio; al cantiere partecipò anche Tino di Camaino. La struttura militare, resasi insufficiente agli incarichi, fu ampliata nel 1446 con la realizzazione del Fondaco Regio. Il 1º marzo 1470 fu ordinato di realizzare un importante ampliamento della struttura originaria che comportò una radicale trasformazione delle preesistenze. La trasformazione si rivelò efficacissima: dalla seconda metà del XV secolo ad oggi l'immobile attraverserà i secoli senza mutare le funzioni.
Nel 1578 fu ottenuta una gran piazza nello spazio occupato dall'arsenale angioino, smantellato in quegli anni dal momento che fu trasferito presso la spiaggia di Santa Lucia. Nel 1580 gli ingegneri Benvenuto Tortelli e Giovanni Vincenzo Della Monica presentarono alla Regia Camera della Sommaria una relazione per la costruzione della nuova dogana sull'area dell'antico arsenale. Il nuovo edificio divenne uno dei più importanti palazzi del quartiere che sarà edificato alla fine del secolo sotto il viceré conte di Olivares, il quale fece aprire anche la via del Piliero lungo il porto, al di fuori del tracciato delle mura. 
La dogana subì i danni della Repubblica del 1647 e successivamente fu restaurata dal viceré Iñigo Vélez de Guevara, conte di Ognatte; i lavori terminarono nel 1653, come ricordato in una lapide che fu apposta sul portale d'ingresso.
Nel XIX secolo venne realizzata sulla sinistra del porto del Mandracchio una nuova dogana (oggi scomparsa) ad opera di Stefano Gasse, il quale modificò un precedente edificio cinquecentesco progettato da Domenico Fontana e destinato alla dogana delle farine. La dogana vecchia dal 1860 divenne sede delle guardie doganali. 
Nel XX secolo furono apportate importanti modifiche: con l'apertura in era fascista dell'attuale asse stradale di via De Gasperi, nel 1935 fu aperto un secondo accesso lungo la nuova arteria stradale voluta dall'Alto Commissariato delle opere pubbliche. Nel 1937 fu completato l'ultimo ampliamento (verso ovest) della struttura, che aveva assunto la denominazione di Caserma Zanzur; nome dato in onore alla battaglia combattuta dalla Guardia di Finanza durante la guerra italo-turca del 1912.
L'aspetto del palazzo è quello risalente alla ristrutturazione del 1860, che gli diede uno stile neoclassico. Dell'antica struttura rimangono il cortile interno e l'originario ingresso principale che affacciava fino al secondo dopoguerra sulla piazza della Dogana Vecchia (oggi non più esistente perché cancellata dall'apertura della nuova via Cristoforo Colombo) e nascosto dal palazzo della Flotta Lauro, oggi sede dell'hotel Romeo. L'ingresso mostra un portale seicentesco tuscanico dove in passato campeggiava sulla sommità una lapide (visibile nell'androne) che ricorda il restauro compiuto dal viceré del conte di Ognatte.
Dell'antica struttura pre-cinquecentesca rimangono un intero arcone in piperno e alcune tracce di altri. Visibili sul lato destro dell'edificio, su vico San Nicola alla Dogana, facevano parte del fondaco aragonese, il Fondaco Regio.